# Autechre
Autechre is de naam van het elektronicaduo uit Rochdale, Engeland, gevormd door Sean Booth (1971) en Rob Brown (1973) in 1987. Autechre is een van de voornaamste groepen die gecontracteerd staan onder Warp Records, een label dat bekendstaat om zijn baanbrekende elektronische muziekartiesten. Sommige journalisten beschouwen Autechre als het beginpunt van en de drijvende kracht achter IDM, maar Booth en Brown zijn tweeslachtig wat betreft het relateren van hun muziek aan muziekstijlen.
Booth en Brown spreken de naam Autechre uit met een Rochdale-accent (zoiets als aw-tè-ker). Iedereen mag van hen echter de naam uitspreken zoals hij zelf wil. Ze worden ook vaak gerefereerd aan de afkorting Ae. De meerderheid van de Gescom-uitgaven wordt ook toebedeeld aan Booth en Brown, samen met andere artiesten.

## Beginjaren
Sean en Rob leren elkaar als tieners in Rochdale kennen in de graffiti-scene van het nabijgelegen Manchester. Beide hebben een passie voor muziek en samen experimenteren ze er mee. Ze luisteren naar stijlen als electro, hiphop, soul en acid house. De muziek van Mantronix wordt vaak genoemd als belangrijke inspiratiebron in die jaren. Dat begint met het maken van mixtapes en die uit te wisselen. Al snel gaan ze hun eigen composities maken. Daarvoor kunnen ze wat apparatuur aanschaffen, waaronder een Casio Sk1 en een Roland TR-606. Vanaf dat moment kopen ze een wijd scala aan elektronische instrumenten om hun evoluerende stijl verder te kunnen te kunnen ontwikkelen. De eerste uitgave is een ep die ze in 1991 onder de naam Lego Feet uitbrengen op op Skam Records. Het is een verzameling van een aantal tracks en een hoeveelheid geluidsfragmenten. Later dat jaar nemen ze de naam Autechre aan en brengen ze de raveplaat Cavity job uit, die een gimmick is met een tandartsboor. De carrière van de twee krijgt pas echt een vlucht als ze een track sturen naar Warp Records. De nummers Crystel en The Egg, krijgt een plek op de eerste Artificial Intelligence-verzamelaar (1992) die het label uitbrengt. Ze krijgen een ook contract voor een eerste album. Dat wordt het dromerige Incunabula, dat eind 1993 in de winkels ligt. Het is een verzameling van ouder en nieuw materiaal van het duo. De tracktitels bestaan veelal uit bijzondere en betekenisloze namen. Iets dat een handelsmerk voor het duo is. Het album wordt door de pers zeer goed ontvangen. Ook de single Basscadet is populair bij de liefhebbers van de dan groeiende Intelligent dance music-stroming. Het nummer weet de 56e plek van de Britse hitlijsten te bereiken.

## Gevestigde namen
In 1994 komt Autechre in protest tegen de Criminal Justice Bill, die de Britse regering onder leiding van John Major in wil voeren. Deze wet legt raves aan banden. Daarvoor maken ze de Anti EP. In sectie 63 van de wet staat opgenomen dat het gaat om evenementen met muziek met repetitieve beats. Daarom heeft het nummer Flutter geen enkele repetitieve beat. Voor Lost en Djarum, de twee andere nummers op de ep, is een waarschuwingssticker dat deze wel onder de wet vallen als deze zou worden aangenomen. Ze stellen ook een advocaat en een musicoloog ter beschikking te hebben voor het geval de politie binnen zou komen vallen. Ze sluiten af door te stellen dat Autechre geen politieke kleur heeft maar op wil komen voor de persoonlijke vrijheid. De opbrengt van de ep gaat naar de actiegroep Liberty, die tegen de wet ten strijde trekt. In 2014 wordt Flutter door het FACT-magazine uitgeroepen tot de nummer 1 van een lijst van de grootste intelligent dance music-nummers ooit. Rond die tijd verschijnt ook het album Amber, waarvan een foto van vulkanische overblijfselen in Cappadocië de cover siert. Autechre laat hier minder beats en meer ambient-soundscapes horen. Het is volgens het duo het eerste echte album dat wordt uitgebracht, omdat Incunabula meer een verzameling van oud materiaal was. De commentaren zijn overwegend positief. Een jaar later is Tri Repetae (1995) klaar. Hier schuift de groep op naar een nog abstracter geluid. Complexe melodieën vervlochten met schurende en knisperende beats. Dit album wordt door critici als ijzersterk beschouwd. Overgebleven materiaal uit de opnamesessies wordt uitgebracht op de Anvil Vapre EP. Het nummer Second Bad Vilbel, dat daarop staat, krijgt een videoclip die door Chris Cunningham wordt geproduceerd. De titel van het nummer verwijst naar het dorp Glossop dat een stedenband heeft met de Duitse plaats Bad Vilbel. Eind 1995 nemen ze een Peel Session op met de invloedrijke John Peel. Deze opnamen zullen pas in 1999 worden uitgebracht. Voor de sessies maken ze de track Drane. Deze track zal Aphex Twin aanzetten tot een muzikale reactie met het stuiterende Bucephalus Bouncing Ball (1997). Daar reageert Autechre weer op met de track Drane2 (1998). In 1994 zijn ze gestart met het het Gescom-project. Daarmee brengen ze tal van ep's uit in samenwerking met verschillende, vaak anonieme producers. De koers die met Tri Repetae is ingeslagen wordt voortgezet op Chiastic Slide (1997) en LP5 (1998). Van Gescom verschijnt in 1998 het album Minidisc. Het is het eerste album dat enkel op minidisc wordt uitgebracht. Het bestaat uit tachtig muziekflarden die in willekeurige volgorde kunnen worden afgespeeld. De groep wordt meerdere malen genoemd als grote inspiratie voor Radiohead, wanneer die in 2000 met hun experimentele album Kid A, de muziekmedia in beroering brengen.

## Avant-gardisten
Tot 1999 werken beide in dezelfde studio. Maar na verhuizingen passen ze hun werkwijze aan door via internet de composities naar elkaar te sturen en zo tot tracks te komen. Het album. Confield (2001) komt zo tot stand. Waar de voorgaande albums al niet heel toegankelijk waren, gaat het tweetal met Confield naar een nog experimenteler vaarwater. Het album is minder donker dan zijn directe voorgangers maar bestaat uit zeer abstracte geluidsconstructies die moeilijk te doorgronden zijn en gebaseerd op wiskundige algoritmes. Om het album te maken ontwikkelen ze zelf eigen software. Het stelt het geduld van de luisteraars op de proef maar toch zijn de reacties van de pers veelal positief. Menig producer probeert het kunstje dan ook na te doen. De nieuwe stijl inspireert ze ook om een nieuwe videoclip te maken. Deze komt bij de ep Gantz Graf, die in de zomer van 2002 verschijnt. In de clip is een animatie te zien van een vreemd voorwerp dat steeds op de beats draait, kantelt, binnenstebuiten keert, open en dicht schuift en uiteindelijk verdwijnt. Het filmpje werd gemaakt door Alex Rutterford, die er zes maanden mee bezig was. Op de bijgaande dvd staan ook de clips van Bass Cadett en Second Bad Vilbel, de enige andere Autechre-platen die tot dan toe een videoclip hebben gekregen. De experimentele koers wordt doorgezet op Draft 7.30 (2003). Ook Gescom wordt nieuw leven ingeblazen met ISS:SA (2003). Als Warp Records in 2004 de dvd Warp Vision uitbrengt met hun beste videoclips, is staan hier ook de clips van Second Bad Vilbel en Gantz Graf op. Op Ultilted (2005) lijkt de drang om steeds experimenteler uit de hoek te komen bereikt. Het duo heeft zijn werkwijze ook aangepast vanwege het vaderschap van Rob. Eerder werkten beide los van elkaar tot diep in de nacht aan tracks die steeds heen en weer werden gestuurd. Ditmaal wordt het album tijdens kantooruren in de studio van Sean opgenomen.

## Consolidatie
Het album Quaristice laat voor Autechre-begrippen lang op zich wachten. Dit komt door verhuizing in de privésfeer en een grote hoeveelheid optredens. Ook is er een nieuw Gescom verschenen met de naam A1-D1 (2007). Het nieuwe album is iets minder experimenteel dan zijn directe voorgangers en heeft opvallend korte nummers. Hoewel de nieuwigheid er ook vanaf lijkt. Op een album als ode aan Daniel Hansson, de in 2007 overleden mede-oprichter van Elektron Music Machines, wordt samengewerkt met Venetian Snares op de track Elephant Gear. In de tussentijd verhuist Brown naar Bristol, waardoor de oude werkwijze van het heen en weer sturen van tracks weer de norm wordt. Oversteps (2010) is veruit het toegankelijkste album dat Autechre in vijftien jaar heeft gemaakt. Het is een kortstondige terugkeer naar de vrijwel beatloze ambient van de jaren negentig. Ook de tracktitels zijn weer redelijk normaal. Dat dit maar een tijdelijke terugkeer is laat Exai (2013) horen. Het twee uur durende dubbelalbum ligt weer in lijn met het avant-gardistische werk van de jaren 00. Het duo brengt ook veel oud werk opnieuw op de markt. De ep's uit de eerste tien jaar worden verzameld op EPS 1991 – 2002. In 2016 worden ook de eerste drie albums opnieuw uitgebracht. De liveoptredens worden in 2015 beschikbaar gesteld als betaalde downloads onder de naam AE_LIVE bij Warp Records. Een tiental optredens waaronder Utrecht en Brussel, komen beschikbaar. In 2016 komt Elseq uit. Dit is het eerste album dat niet meer op cd verschijnt en stelt het uithoudingsvermogen van de luisteraar nu met betrekking tot de lengte op de proef. De muziek, maarliefst vier uur, kan tegen betaling worden gedownload. Het wordt in vijf verschillende delen uitgebracht. Nog bonter maken ze het met het vierdelige NTS Sessions (2018), dat acht uur duurt. Deze worden wel weer op vinyl uitgebracht, dat uit twaalf delen bestaat. In 2019 en 2020 worden nog eens een grote hoeveelheid liveopnamen vrijgegeven.

## Muziek
Veel van Autechres muziek heeft een sterke focus op complexe ritmes, pulserende percussie en accurate sequencing. Er worden vaak ongebruikelijke loops herhaald en incrementeel veranderd, wat de muziek in constante overgangen brengt. Soms worden patronen tegen elkaar gezet waardoor er meerdere maatsoorten tegelijkertijd worden gespeeld. Later werk van het duo is extra experimenteel en abstract, in contrast met de meer clubvriendelijke werken van begin jaren 90.
Reacties op de muziek van Autechre zijn wisselend. Veel van de nummers van Autechre bevatten complexe en chaotische ritmes en harmonieën die sommigen als willekeurig en ruig ervaren. Fans van het meer recente werk vinden dat de waarde van Autechres muziek ligt in de unieke fusie tussen ritmische en melodische elementen, percussie-elementen die getweakt worden tot geluiden zodat ze stemmen lijken te vormen, en de vele melodielijnen en akkoordenstructuren die tegelijkertijd lopen. Een steeds terugkerend element in het werk van Autechre is het gebruik van extreem korte geluidsfragmenten om een gefragmenteerd, granulair, effect te krijgen.

## Discografie

### Albums
- Incunabula (1993)
- Amber (1994)
- Tri Repetae (1995) – Hier zijn meerdere versies van verschenen.
- Chiastic Slide (1997)
- LP5 (1998)
- Confield (2001)
- Draft 7.30 (2003)
- Untilted (2005)
- Quaristice (2008)
- Oversteps (2010)
- EPS 1991 – 2002 (2011)
- Exai (2013)
- Elseq 1-5 (2016) – enkel verkrijgbaar als muziekdownload
- NTS-Sessions 1-4 (2018) – enkel verkrijgbaar als muziekdownload
- Sign (2020)
- Plus (2020)

### Ep's
- Lego Feet (1991)
- Anti EP (1994)
- Garbage (1995)
- Anvil Vapre (1995)
- Envane (1997)
- Cichlisuite (1997)
- Peel Session (1999)
- EP7 (1999)
- Peel Session 2 (2000)
- Gantz Graf (2002)
- æ³o & h³æ (2003, met Hafler Trio)
- æo³ & ³hæ (2005, met Hafler Trio)
- Quaristice.Quadrange.ep.ae (2008)
- Move of Ten (2010)
- L-Event (2013)

### Singles, promo's en remixen
- Cavity Job (1991)
- Basscad,EP (1994, alias Basscadetmxs)
- We R Are Why (1996)
- Radio Mix (1997)
- Splitrmx12 (1999)